# Konžské království
Konžské království (konžsky Kongo dia Ntotila nebo Wene wa Kongo, portugalsky Reino do Congo) bylo prvním domorodým křesťanským státem rovníkové Afriky. Vytvořil ho kmen Bakongo, vládce se jmenoval manikongo. Hlavním městem byla Mbanza Kongo, po přijetí křesťanství přejmenovaná na São Salvador.

## Historie
Podle legendy založil říši na jižním břehu řeky Kongo koncem 14. století náčelník Nimi-a-Lukeni. Konžské království ovládalo vazalské státy Matamba, Kakongo, Dembo, Ngondo a další. V roce 1482 došlo k prvnímu kontakty s Evropany, když království navštívil Diogo Cão. Roku 1491 se nechal vládce s titulem mwenekongo Nzinga-a-Nkuwu pokřtít a přijal jméno Joao I. podle tehdejšího portugalského krále. Po jeho smrti potlačil jeho syn Affonso I. povstání odpůrců křesťanství, vedené jeho bratrem Mpanzu-a-Kitimou. Díky spojenectví s Portugalci stát prosperoval, vyměňoval otroky, měď a slonovinu za střelné zbraně; v době největšího rozmachu sahal od jižní části Gabonu po oblast dnešní Luandy, východní hranici tvořila řeka Kwango (rozloha státu se odhaduje na 130 000 km² a počet obyvatel na více než půl milionu). Příslušníci místní elity studovali v Evropě, konžský princ Henrique byl v roce 1518 jako první černoch vysvěcen na biskupa. Vznikl také konžský překlad Bible. Od poloviny 16. století konžský stát upadal, příčinou byly jak vnitřní rozbroje, tak invaze kočovných kanibalů Džagů z vnitrozemí. Zesílily konflikty s Portugalci, kteří konžským králům vnucovali nerovné obchodní podmínky a unášeli konžské občany do otroctví. Nakonec se s portugalskou podporou na jihu oddělilo království Ngola, které se stalo jejich ekonomickou i vojenskou základnou.[zdroj?]

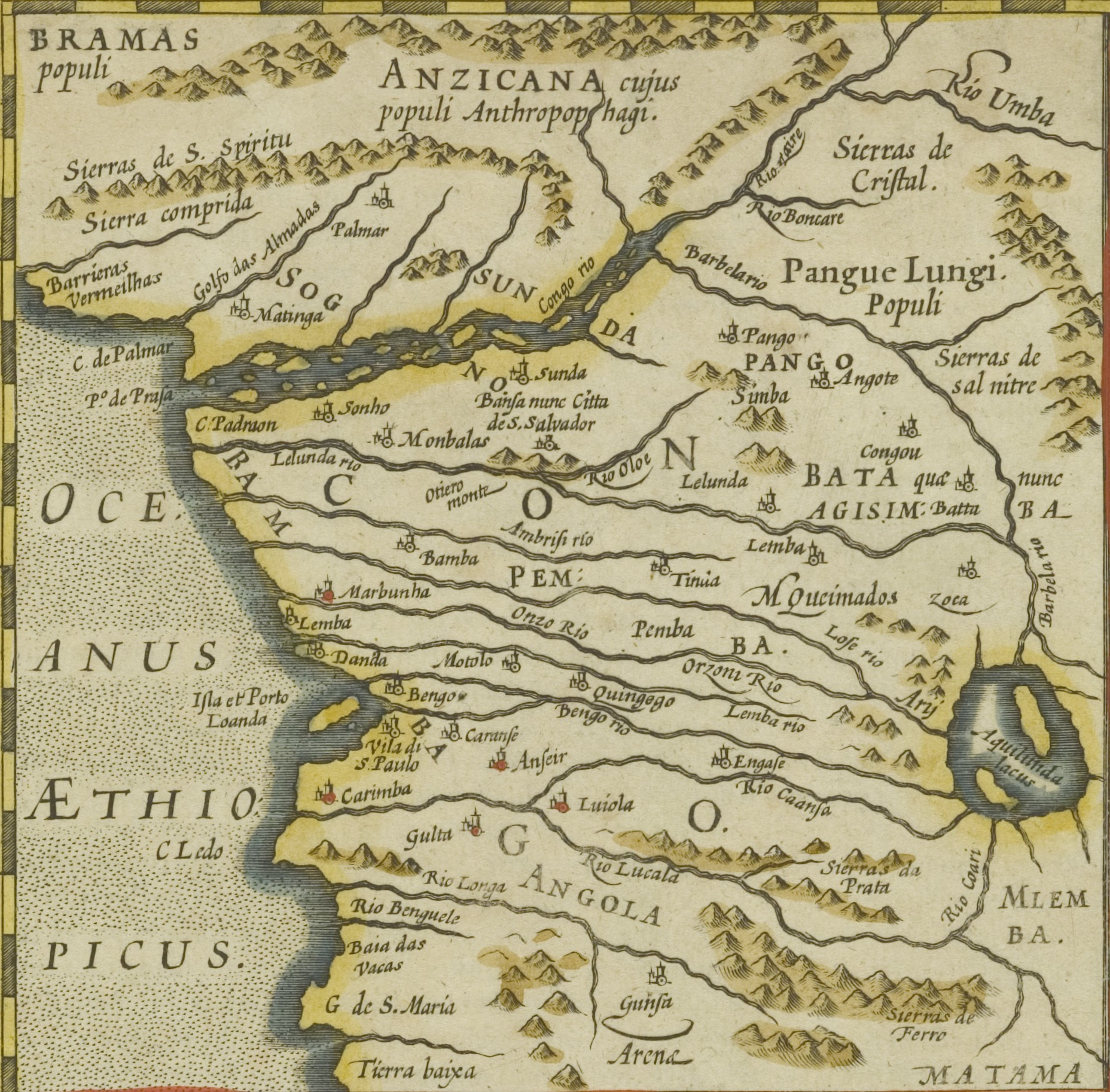
Historická obchodní mapa

Král Garcia II. uzavřel proti Portugalcům roku 1641 spojenectví s Holanďany, ale Bitva u Mbwily 29. října 1665 rozhodla o porážce Konžského království. Král (mwenekongo) Antonio v bitvě padl a říše se zmocnili Portugalci. Mezi domorodými vládci z klanů Kinlaza a Kimpanzu vypukl boj o moc, který trval až do roku 1716. Roku 1704 vypuklo proti Portugalcům a jejich chráněnci, mwenekongovi Pedrovi IV. povstání, do jehož čela se postavila Beatriz Kimpa Vita. Byla to kněžka synkretického kultu, čerpajícího z křesťanství i z tradičních afrických náboženství. Kimpa Vita tvrdila, že je posedlá svatým Antonínem, který ji přislíbil vítězství nad bílými otrokáři. Hlásala také, že Kristus byl Afričan. Podařilo se jí obsadit staré hlavní město São Salvador, ale roku 1706 byla poražena a popravena králem Pedrem, jehož podporovali Portugalci. Kongo se v následujících letech stalo málo významným a jen formálně nezávislým státečkem. V průběhu 18. a 19. stol. se mwenekongové stali loutkovými a nakonec pouze zcela formálními panovníky. V roce 1885 Berlínská konference rozdělila oblast mezi evropské mocnosti. V portugalském záboru na severu dnešní Angoly „vládl“ poslední mwenekongo až do roku 1914, přestože se jednalo o čistě formální titul. Definitivní zánik Konžské říše nastal roku 1914, kdy po porážce domorodého povstání Portugalci titul mwenekongo zrušili.[zdroj?]